# Oséas Reis dos Santos
Oséas Reis dos Santos (* 14. Mai 1971 in Salvador) ist ein ehemaliger brasilianischer Fußballspieler.

## Karriere

### 1990 bis 2002
Oséas begann seine Karriere im Jahr 1990 und spielte bis 1995 bei unterklassigen Vereinen wie den Galícia EC, dem FC Pontevedra und dem Uberlândia EC. 1995 wechselte er zu Athletico Paranaense, wo er insgesamt drei Spielzeiten unter Vertrag stand. Für Paranaense erzielte er mindestens 25 Treffer, aber eine genaue Statistik ist nicht vorhanden.
Nach der Spielzeit wechselte er für drei Jahre zum brasilianischen Verein Palmeiras São Paulo, wo er in seinem ersten Jahr 23 Ligaspiele absolvierte und elf Tore schoss. Fast die gleiche Leistung gelang ihm im folgenden Jahr, wo er zwölf Tore erzielte, bei gleicher Anzahl an Einsätzen. In seinem letzten Jahr beim Verein nahm er noch einmal an 16 Ligaspielen teil und traf dabei einmal ins Tor. Während der drei Jahre war er für 62 Ligaspiele unter Vertrag und konnte 24-mal ins Tor treffen.
2000 wechselte er zum Verein Cruzeiro Belo Horizonte, bei welchem er im gleichen Jahr 22 Ligaspiele absolvierte und elfmal ins Tor schoss. In seinen zweiten Jahr bestritt er 20 Ligaspiele und schoss viermal ins Tor. Insgesamt nahm er während der zwei Jahre an 42 Ligaspielen teil und schoss dabei 15-mal ins Tor. 2002 war er beim Verein FC Santos unter Vertrag.

### 2002 bis 2005
Nach sechs Jahren in Brasilien ging er im gleichen Jahr nach Japan zum Verein Vissel Kōbe, wo er 15 Ligaspiele absolvierte und sechsmal ins Tor traf. 2003 nahm er an 29 Ligaspielen teil und schoss 13 Treffer. Außerdem absolvierte er ein Spiel im Kaiserpokal, in welchem Oséas auch ein Tor gelang. Insgesamt kam er in den zwei Jahren in 44 Ligaspielen zum Einsatz und konnte am Ende 19 Tore vorweisen. Nach zwei Spielzeiten kehrte er wieder nach Brasilien zurück, wo er für eine Spielzeit beim Verein Internacional Porto Alegre unter Vertrag stand. In diesem Jahr bestritt er acht Ligaspiele, konnte jedoch kein Tor schießen. Nach dem Jahr wechselte er zum japanischen Verein Albirex Niigata, wo er zwölf Ligaspiele absolvierte und viermal ins Tor traf. In diesem Jahr nahm er weder am Kaiserpokal noch am J. League Cup teil. 2005 war er noch beim Verein Brasiliense FC unter Vertrag.

### Nationalmannschaft
Außerdem bestritt er im Jahr 1996 zwei Länderspiele für die brasilianische Fußballnationalmannschaft, welche jedoch torlos blieben.

## Erfolge
Athletico Paranaense
- Série B: 1995

Palmeiras
- Copa do Brasil: 1998
- Copa Mercosur: 1998
- Série B: 1999
- Copa Libertadores: 1999

Cruzeiro
- Copa do Brasil: 2000
- Copa Sul-Minas: 2001

Internacional
- Campeonato Gaúcho: 2004

## Auszeichnungen
Athletico Paranaense
- Torschützenkönig Série B: 1995 (14 Tore)

Cruzeiro
- Torschützenkönig Copa do Brasil: 2000 (10 Tore)